# Jacques Mercanton (écrivain)
Pour l’article homonyme, voir Jacques Mercanton (directeur de la photographie).
Jacques Mercanton, né à Lausanne le 16 avril 1910 et mort dans la même ville le 27 avril 1996, est un écrivain et enseignant vaudois.

## Biographie
Jacques Mercanton, originaire de Cully et Riex, entreprend des études de lettres à l'Université de Lausanne où il obtient son doctorat. Il fait ensuite plusieurs séjours à Paris entre 1933 et 1935 pour y suivre des cours à la Sorbonne et au Collège de France. À cette occasion, il rencontre James Joyce avec qui il travaille pendant quelque temps et à qui il consacrera en 1967 un ouvrage intitulé Les Heures de James Joyce, qui sera traduit en anglais, en italien, en espagnol et en allemand.
Il fait des séjours fréquents à Paris, puis en Allemagne, à Londres, en Espagne et en Tchécoslovaquie. De 1938 à 1940, il est lecteur à l'Université de Florence. Après être rentré à Lausanne, il enseigne le français au Collège classique jusqu'en 1955, puis est appelé à la chaire de littérature française de l'Université de Lausanne, où il sera professeur jusqu'à sa retraite en 1979.
Son premier recueil de nouvelles, Le secret de vos cœurs, paraît en 1942 après qu'il a soutenu sa thèse en 1940. Puis il publie plusieurs romans, dont le premier, Thomas l’incrédule, reçoit le Prix Rambert en 1943. Suivront Le Soleil ni la mort en 1948, De peur que vienne l'oubli en 1962, le recueil de "récits italiens" La Sibylle en 1967, puis L'Été des Sept-Dormants en 1974, son œuvre principale récompensée notamment par le Prix C.F. Ramuz en 1975, le Prix de la Ville de Lausanne en 1982 et le Prix Gottfried Keller en 1988.
Il travaille également avec Albert Skira pour la revue Labyrinthe où il fait la connaissance de Thomas Mann en 1947, puis de Louis Massignon en 1955. Peu reconnu en dehors de son pays, il a toujours nié l'existence d'une littérature spécifiquement "romande".

## Œuvres
- (en) Le Secret de vos cœurs, 1942Recueil de nouvelles - Réédition en 2004 dans la collection L'Aire bleue des Éditions de l'Aire
- (en) Thomas l'Incrédule, 1943Réédition en 1981 aux Éditions de l'Aire
- (en) Poètes de l'univers, Skira, 1947
- (en) Le Soleil ni la mort : roman, Lausanne, Guilde du Livre, 1948, 390 p. (ISBN 2-86869-553-1)Réédité en 1991 par Actes Sud puis en 1990 par les Éditions de l'Aire

traduction italienne par Paolo Vettore : Il pellegrinaggio della felicità, Locarno, Armando Dadó, 2009
- (en) Christ au désert, 1948Réédité par les Éditions Plaisir de Lire
- (en) La Joie d'amour, Lausanne, La Guilde du Livre, 1951
- (en) Maroc, terre et ciel, Lausanne, La Guilde du Livre, 1954Coécrit avec Bernard Rouget
- (en) Celui qui doit venir, La Petite Ourse, 1956, 140 p. (ISBN 2-88108-342-0)Récit, réédité en 1996 par L'Aire
- (en) Andalousie, Lausanne, La Guilde du Livre, 1957
- (en) De peur que vienne l'oubli, 1962
- (en) La Sibylle, 1967, 228 p. (ISBN 2-8251-2655-1, lire en ligne)récits italiens, réédité par Éditions L'Âge d'Homme en 1979, 1992 et 2008

traduction allemande par Markus Hediger, Der Verbannte von Grado, Zurch, Benziger (1984)
- Les Heures de James Joyce, Arles/Lausanne, Éditions L'Âge d'Homme, 1967, 115 p. (ISBN 2-86869-207-9)Biographie

traduction anglaise par Lloyd C. Parks : The hours of James Joyce, The Kenyon Review Vol. 24, No. 4, p. 700-730, The Kenyon Review
Vol. 25, No. 5, p. 93-118 ;
traduction espagnole par Eva Calatrava : Las horas de James Joyce, Edicions Alfons el Magnànim, Valencia 1991 ;
traduction italienne par Laura Barile : Le ore di James Joyce, Il Melangolo, Gênes 1992 ;
traduction allemande par Markus Hediger : Die Stunden des James Joyce, Lenos, Bâle 1993 ;
- (en) L'Été des Sept-Dormants, Vevey, Bertil Galland, 1974Réédité en 1980
- (en) Récits et nouvelles. Tome 1 et 2, Vevey, Éditions de l'Aire, 1980
- (en) L'Amour dur, Vevey, Éditions de l'Aire, 1980
- (en) Thomas l'incrédule, Vevey, Éditions de l'Aire, 1981
- (en) Le Siècle des grandes ombres, Vevey, Éditions de l'Aire, 1981Préface d'Olivier Bonard et Roger Francillon
- (en) La Joie d'amour, Vevey, Éditions de l'Aire, 1982Préface de d'Henri-Charles Tauxe
- (en) De peur que vienne l'oubli, Vevey, Éditions de l'Aire, 1982Préface de Christian Sulser
- (en) Ceux qu'on croit sur parole, Vevey, Éditions de l'Aire, 1985Préface d'Yves Bridel
- (en) L'Ami secret et l'enfant mystérieux, Vevey, Éditions de l'Aire, 1986
- (en) L'Eté des sept dormants, Vevey, Éditions de l'Aire, 1988
- (en) Le Soleil ni la mort, Vevey, Éditions de l'Aire, 1990Préface de Jacques-Etienne Bovard
- (en) Mozart avant l'adieu et autres essais, Paris, Éditions de la Différence, 1991, 155 p. (ISBN 2-7291-0689-8)Préface de Christophe Calame
- (en) Les Heures de James Joyce, Arles/Lausanne, Éditions Actes Sud, 1987, 115 p. (ISBN 2-86869-207-9)Biographie Prix Vitet de l’Académie française en 1988
- (en) Celui qui doit venir, Vevey, Éditions de l'Aire, 1982Réédition dans la collection l'Aire bleue
- (en) L'Amour dur : Trois nouvelles, Vevey, Éditions de l'Aire, 1996, 74 p. (ISBN 2-88108-384-6)Recueil de nouvelles
- (en) Racine devant dieu, Paris, La Différence, 1997, 119 p. (ISBN 2-7291-1079-8)
- (en) Le Rêve arabe, Éditions de l'Aire, 1999, 85 p. (ISBN 978-2-88108-487-4)Réédition dans la collection l'Aire bleue
- (en) Le Secret de vos cœurs, Éditions de l'Aire, 2004, 218 p. (ISBN 978-2-88108-696-0)Réédition dans la collection l'Aire bleue
- (en) La Sibylle : nouvelles, Éditions de l'Aire, 2009, 218 p. (ISBN 978-2-88108-784-4)Réédition dans la collection l'Aire bleue - Préface de Brooks Lachance